# エラトステネス

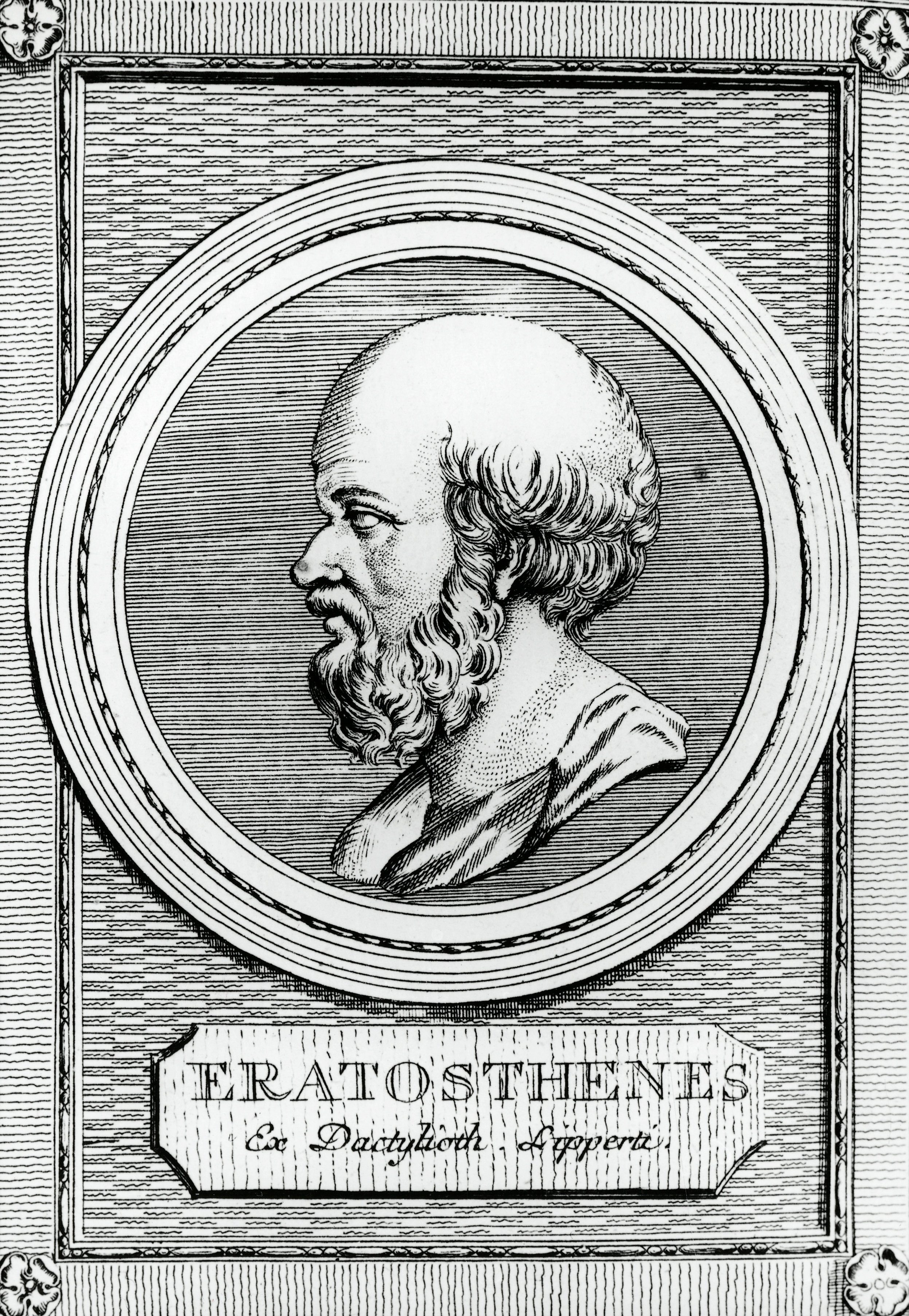
エラトステネス

エラトステネス（Ερατοσθένης, Eratosthenes, 紀元前275年 - 紀元前194年）は、ヘレニズム時代のエジプトで活躍したギリシャ人の学者であり、アレクサンドリア図書館を含む研究機関であるムセイオンの館長を務めた。業績は文献学、地理学をはじめヘレニズム時代の学問の多岐に渡るが、特に数学と天文学の分野で後世に残る大きな業績を残した。
地球の大きさを初めて測定した人物として、また素数の判定法であるエラトステネスの篩（ふるい）を発明したことで知られる。その業績から「第2のプラトン」とも呼ばれた。また「β」（ベータ）ともあだ名されている。その由来は、「世界で2番目に物事をよく知っている人」という意味である。ここでは1番の人は「α」（アルファ）と呼ばれることになる。

## 生涯・人物
現在のリビアにあるキュレネに生まれた。 アレクサンドリアで教育を受け、また数年の間アテネでも学んだとされる。エラトステネスは、古代における卓越した科学者の一人であるアルキメデスの親しい友人であり、アルキメデスの著書『方法』はエラトステネスに宛てて書かれている。 エラトステネス自身も数学および科学において重要な功績をあげている。
紀元前255年ごろには初の天球儀を作成した。クレオメデスの『天体の回転運動について』によれば、紀元前240年ごろに、シエネ（現在のアスワン）のそばのエレファンティネ島とアレクサンドリアとでの夏至の正午の太陽高度の知識を元に地球の全周を計算している。この地球の大きさの測定に関してエラトステネス自身の著述は残されていないが、クレオメデスをはじめ、ストラボン、クラウディオス・プトレマイオスなど多くの後世の学者によって言及されている。
紀元前236年、プトレマイオス3世によってロドスのアポローニオスの後任としてアレクサンドリア図書館の館長に任命され、少なくとも紀元前204年までその地位にあった。紀元前195年には目が不自由となり、翌年、アレクサンドリアで82歳で没した。食を絶ち自殺したといわれている。

## 地球の大きさ

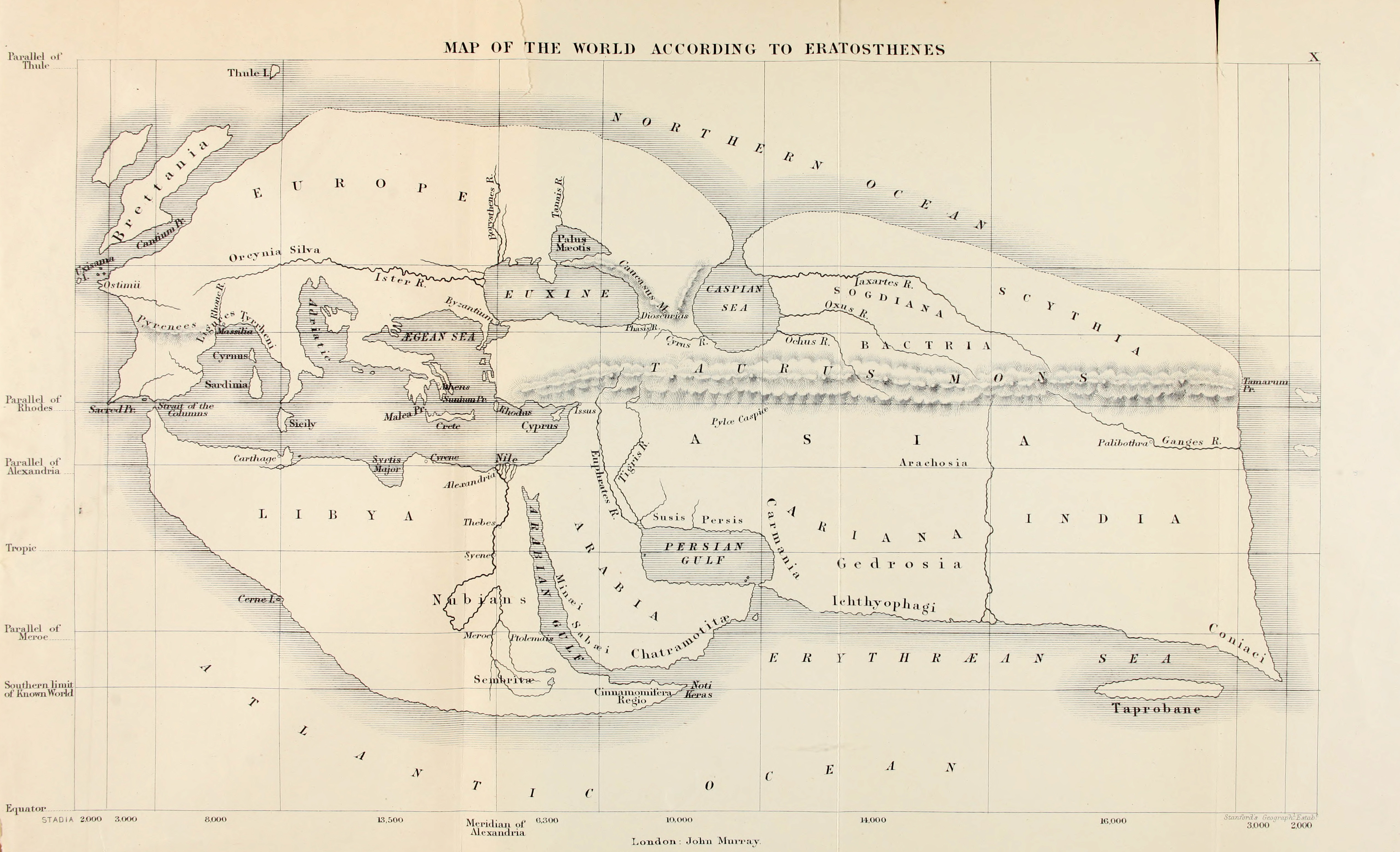
19世紀に再現されたエラトステネスの世界地図

エラトステネスの有名な地球の大きさの測定は、経緯度を用いて距離を正確に表そうとした地図の作成に端を発している。エラトステネスは、図書館で入手できた膨大な情報を元に、当時の世界地図の改良を試み、ロドスの街を基準に主たる緯線と経線を引いた。この地図は古代において長い間最高の権威を持つものとされた。この地図で基準となった経線はロドスから南に、エラトステネスのいたアレクサンドリア、そしてナイル川上流のシエネ（現在のアスワン付近）を抜けるとされていた。
古代ギリシアにおいては、場所によって北極星の高さが異なることなどから、紀元前4世紀ごろより大地が球形をしており、宇宙が幾重もの球殻に取り囲まれているという説が唱えられるようになっていた。その後天動説として体系化されていくこの考えは、その著作は現存していないものの後世の引用からクニドスのエウドクソスが始祖であると一般に見なされている。この宇宙観では水、大気、火、天体が順に同心の球殻をなしていると見なされ、地球は天体の球殻（天球）に比べ点と見なされるほど小さいものと考えられた。このため、太陽からの光は場所によらずほぼ平行線として降り注ぐものとされた。

エラトステネスによる地球の大きさの測定。シエネ (S) で太陽が真上にくる日の同経度のアレクサンドリア (A) での影が作る角度 φ は、地球上での緯度の差に等しく、両地点の距離 δ が分かれば地球の大きさが求められる。

エラトステネスは図書館で学ぶうちに、シエネでは夏至の日に陽光が井戸の底まで届くこと、つまり南中高度が 90°となる（北回帰線上に位置する）ことを知り、このことにより地球の大きさを計算できることに気付いた。アレクサンドリアで夏至の太陽南中時に鉛直に立てた棒とその影が作る角度が、シエネとアレクサンドリアの緯度の差に基づくものとみなし、シエネとアレクサンドリアとの距離が地球大円の 1/50 に相当することを確かめた。当時のギリシャでは円周を360度に分割する角度の尺度は用いられていなかったが、これを現代の角度の単位に換算すると7.2°に相当する。
クレオメデスによれば、エラトステネスは、シエネとアレクサンドリアの距離を当時の単位で 5000 スタディアと見積り、ここから比率計算で地球の全周長は 50 × 5000、すなわち 250,000 スタディアと求めた。 一方、エラトステネスを伝える他の多くの著者は、252,000 スタディアという値を与えている。多くの研究者は後者の値をエラトステネスが元々の値にさらに2000スタディアを加えて修正を行ったためだと考えている。その理由は明らかではないが、正確性より実用性を重んじたため、単に当時用いられていた円周の60分割単位（すなわち角度の 6°単位）あたりの距離を切りよく 4200 スタディアとするためであったという説がある。また、シエネとアレクサンドリアとの距離は直接にはエラトステネスが作成した地図から得たものと考えられるが、それが元々どのようにもたらされた値であるかについては分かっていない。しかしストラボンはナイルが毎年氾濫を起こし地形を変えるために、エジプトでは専門の歩行者を使って毎年繰り返し距離の測定を行っていたことを記述している。
このエラトステネスが求めた地球の大きさの値が現在の単位でどれだけであるかについては、断言が難しい。スタディオン（スタディアの単数形）の大きさが時代や場所によって異なっており、エラトステネスが用いたスタディオンの現在の単位での値ははっきりしていないからである。歴史学者カール・フリードリヒ・レーマン＝ハウプトは、スタディオンには少なくとも6種類のものがあったと主張している。もっとも可能性が高いとされるのは、天文学者デニス・ローリンズなどによる説で、1スタディオンは185メートルであるとされ、このとき 252,000 スタディアは地球の全周長よりおよそ 17% 大きな 46,250 キロメートルとなる。
いずれにしても地球が球体であり、かつ太陽光が平行線であるという前提の下で、このエラトステネスの推論は幾何学的に正しいものであり、その精度の範囲内において得られた値もほぼ正しいものであった。 科学史家のオットー・ノイゲバウアーによれば、元々この値は「距離の『測定』も天文学的『観測』も大雑把な見積もり以上のものではなく、扱いやすい概数値として表されたものであることが明らか」なものであった。なお、地球の大きさの実質的な最初の測定は10世紀アラビアの天文学者アル＝ビールーニーによって行われている。

## エラトステネスの篩
エラトステネスの考案したとされる素数判定の方法で、篩（ふるい）のように数表を用意して合成数を逐次消去していくことにより素数の一覧を得る手法として広く知られている。